# Isdera CW 311
CW 311 – niemiecki samochód sportowy. W roku 1972 zaczęto projektowanie i budowę prototypu. Auto pod względem budowy i konstrukcji było bardzo nowatorskie. W 1978 roku na salonie w Genewie zaprezentowało firmę Isdera jako model  Isdera CW 311. Producent tego modelu użył zastrzeżonych znaków - emblematów, oraz silnika i podzespołów Mercedesa. Marka jednak nie wytoczyła procesu sądowego, gdyż pojazd stanowił świetną reklamę dla pojazdów Mercedesa i konkurencję dla BMW M1. Eberhard Schulz, jeden z projektantów CW 311 pracował w latach 60 w Mercedesie, a w Porsche w latach 70 kiedy opracowywał właśnie nadwozie CW 311. Auto to nazwę swą zawdzięcza niskiemu jak na tamte czasy współczynnikowi oporu powietrza, który wynosił cx.0.31. Auto posiadało największy ówcześnie silnik firmy AMG o pojemności ponad 6 litrów, zapożyczony od dużego modelu - niegdyś najszybszej limuzyny świata Mercedesa W116, który został umieszczany centralnie, a moc w nim została podniesiona z oryginalnych 286 KM do 375 KM. Auto posiadało manualną skrzynię biegów o pięciu przełożeniach z wyjątkowo długim 5 biegiem, oryginalnie w limuzynach montowana była tylko automatyczna. Auto legitymowało się taką samą mocą jak najmocniejszy samochód świata w tamtych latach Lamborghini Countach.
Wyprodukowany został jedynie jeden egzemplarz, który zaprezentowany został również w filmie niemiecko-francuskim Car-Napping[1] z 1980 roku. W 1984 został sprzedany sułtanowi Brunei (Hassanal Bolkiah) za pośrednictwem z Singapuru.